# Nagy Bálint (politikus)
Nagy Sándor Bálint (Keszthely, 1985. február 1. –) magyar közgazdász, politikus, polgármester, 2022-től országgyűlési képviselő (Fidesz), államtitkár.

## Élete
2014 és 2019 között Keszthely alpolgármestere, majd 2019-től 2022-ig polgármestere. A 2022-es országgyűlési választáson a Fidesz-KDNP jelöltjeként indult Zala megyei 2. számú választókerületében, ahol egyéni országgyűlési képviselővé választották. 2022-től beruházási, majd közlekedési államtitkár.
Nős, két gyermek édesapja.